# Folbert van Alten-Allen

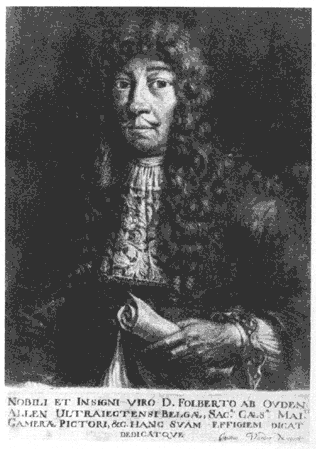
Porträt Folberts van Alten-Allen von Justus van den Nypoort

Folbert van Alten-Allen (niederländisch: Folpert van Ouden Allen oder Folpert van Ouwen Allen, auch Philibert van Ouden Allen) (* 1635 in Utrecht (getauft 10. September); † 28. Dezember 1715 in Wien) war ein niederländischer Maler vorwiegend von Stadtveduten.

## Werke

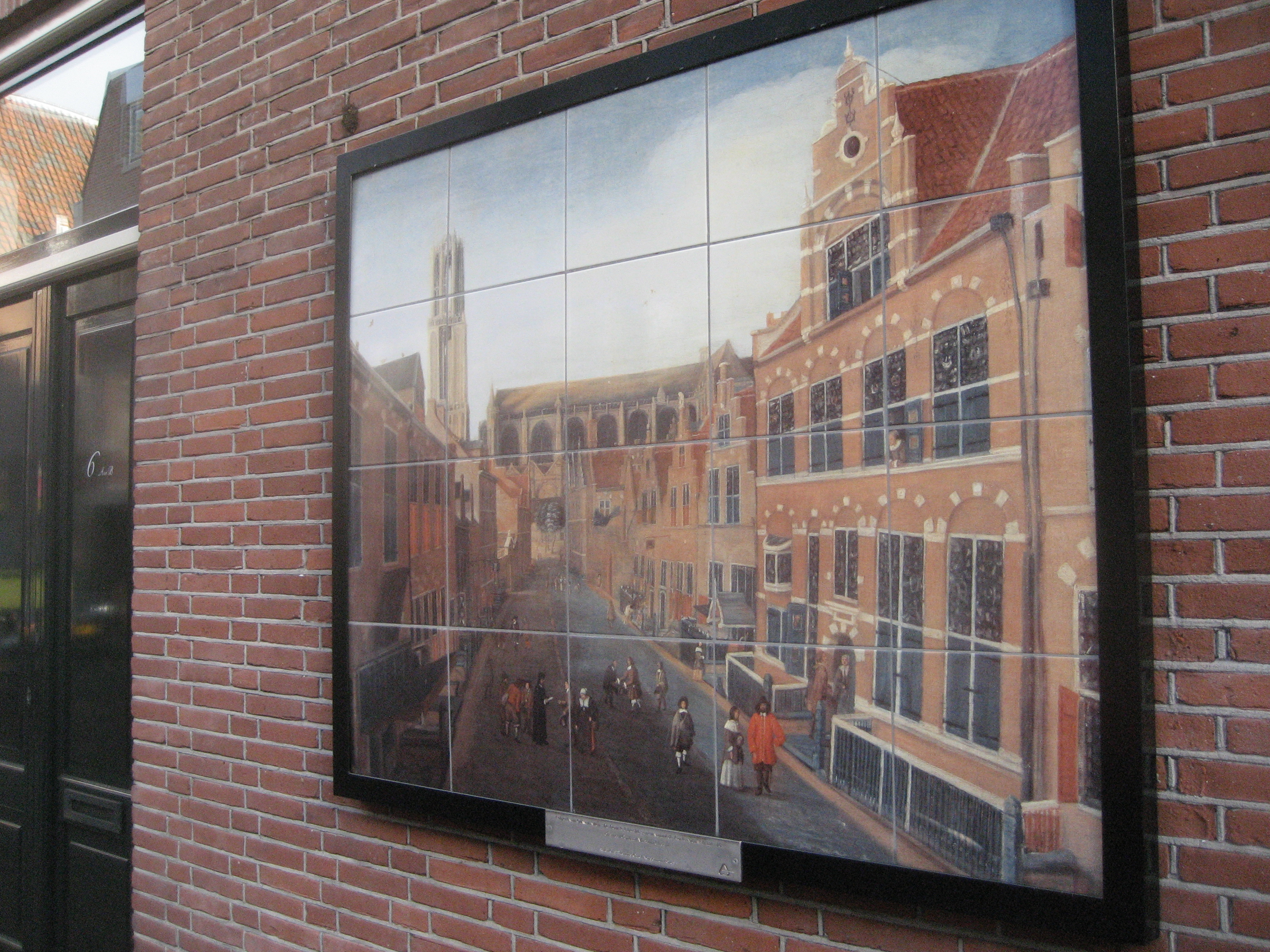
Wandkeramik, Korte Nieuwstraat, Utrecht

Über seine Kindheit und Jugend ist nichts bekannt. Sein erstes signiertes Gemälde De Korte Nieuwstraat te Utrecht ist um 1655 entstanden. Seit 1677 ist er in Wien nachweisbar. Er war kaiserlicher Kammermaler von Leopold I. und bezog ab 1. Januar 1678 eine jährliche Besoldung von zunächst 200 Gulden, ab 1682 von 800 Gulden. Für den Kaiser fertigte er zwischen 1680 und 1703 zahlreiche Stadtansichten aus der Vogelschau darunter
- Graz (1683)[3]
- Prag, als Kupferstich publiziert von Cornelius Decker (1686)
- Wien, als Kupferstich von 6 Platten publiziert von Joseph Mulder samt gedruckter Legende von Johann van Ghelen (1686)
- Bratislava (1690)
- Brünn (1691)
- Olmütz (1692)
- Rijeka (1697)
- Gorizia (1698)
- Ljubljana (1701)
- Klagenfurt (1703)

### Vogelschauansicht der Stadt Wien vor der Zweiten Türkenbelagerung

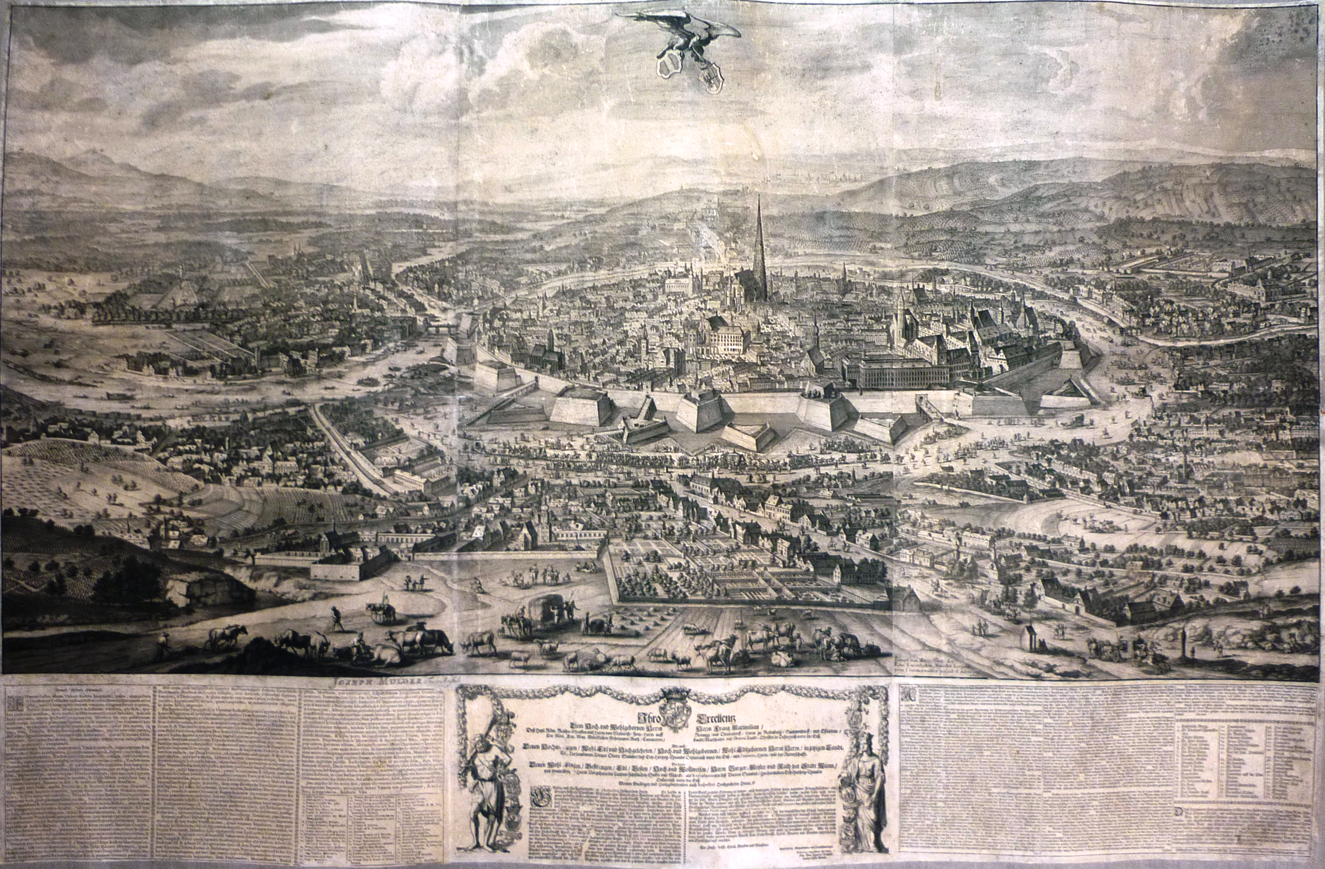
Wien vor 1683

Die meisten seiner Gemälde sind nicht erhalten geblieben, aber von seiner Vogelschauansicht der Stadt Wien am Vorabend der Zweiten Türkenbelagerung überdauerten glücklicherweise drei Exemplare des 1686 angefertigten Kupferstichs den Lauf der Zeit. Zwei befinden sich im Besitz des Historischen Museums der Stadt Wien, eines in der Österreichischen Nationalbibliothek. Die Ansicht zeigt Wien von einer überhöhten Position von Westen aus und gibt einen einmaligen Überblick über die unmittelbar vor der Belagerung abgerissenen Vorstädte. Das dem Kupferstich zugrundeliegende Gemälde selbst muss zwischen 29. Oktober 1679 (Aufstellung der hölzernen Dreifaltigkeitssäule auf dem Graben) und dem 12. Juli 1683 (Abbrennen der Vorstädte einen Tag vor Beginn der Belagerung) entstanden sein. Van Alten-Allen hatte das Gemälde selbst für den Kupferstich umgezeichnet. Gestochen wurde die Stadtansicht auf sechs Kupferplatten in Amsterdam von Joseph Mulder, der Druck erfolgte 1686. Van Alten-Allen nannte die Vedute in einer Widmung an den niederösterreichischen Landmarschall und Generallandobristen Franz Maximilian Graf Mollarth: Abriß der Kayserl. Residenz Stadt Wienn, wie selbe vor der Belagerung vnd darauff erfolgten Abbruch eines Theils ihrer Vorstädt gestanden.